# Transition vibronique
Une transition vibronique désigne une modification simultanée des nombres quantiques électronique et vibrationnel d'un composé chimique (une molécule par exemple). Dans l'approximation de la séparation des mouvements électronique et nucléaire (approximation de Born-Oppenheimer), la transition vibrationnelle et la transition électronique peuvent être décrites séparément. La règle de sélection des transitions électroniques est donné par le théorème de Koopmans, alors que les transitions vibrationnelles le sont par le principe de Franck-Condon.
La plupart des processus conduisant à l'absorption et à l'émission de lumière visible, et donc les couleurs, sont dus aux transitions vibroniques. Cela peut être opposé aux transitions électroniques pures qui se produisent dans les atomes et qui conduisent à des raies monochromatiques étroites (comme pour une lampe à vapeur de sodium) ou des transitions vibrationnelles pures qui absorbent ou émettent seulement dans l'infrarouge.